# Associazione Calcio Legnano 1941-1942
Questa pagina raccoglie le informazioni riguardanti l'Associazione Calcio Legnano nelle competizioni ufficiali della stagione 1941-1942.

## Stagione

Lorenzo Colpo, al Legnano dal 1941 al 1947 e 1948 al 1952

Nonostante gli effetti e le privazioni causate dalla seconda guerra mondiale inizino a farsi sentire anche sulla popolazione, i vertici federali decidono di non interrompere i campionati di calcio. Alla luce degli scarsi risultati delle stagioni precedenti, la dirigenza lilla decide di rafforzare l'organico con l'acquisto di alcuni giocatori di livello come il portiere Alberto Berbenni, il difensore Luigi Azzimonti e i centrocampisti Mario Baldin e Guidagli. Inoltre, durante la stagione, debutta il giovane Lorenzo Colpo, giocatore che in seguito diventerà una delle bandiere lilla.
Il Legnano disputa un campionato mediocre nel girone C della Serie C, piazzandosi al 10º con 25 punti, a 26 lunghezze dalla capolista Varese e a 13 punti dal Meda penultimo in classifica e primo delle retrocesse. Il campionato dei Lilla è caratterizzato da una buona partenza, che viene seguita da una serie di partite pessime; il torneo si conclude poi con un finale discreto, che permette alla squadra di salvarsi abbastanza agevolmente. Nel Legnano è ancora sugli scudi l'attaccante Renato Ricci, autore di 24 reti in 29 gare.
Degno di nota l'avvenimento che caratterizza la gara interna contro il Como dell'11 gennaio: a causa di una rete del lariano Zappa all'88º minuto, che porta il risultato sul 3 a 2 per il Como e che viene giudicata dal pubblico in fuorigioco, alcuni tifosi lilla invadono in campo e tentano di aggredire l'arbitro. Per tale motivo la gara viene sospesa e assegnata a tavolino al Como, mentre al Legnano viene comminata una multa di 500 lire.

## Divise
| Casa |

## Organigramma societario
Area direttiva
- Presidente: cav. ing. Giulio Riva

Area tecnica
- Allenatore: Enrico Crotti

## Rosa
| N. |                   | Ruolo | Calciatore        |
| -- | ----------------- | ----- | ----------------- |
|    | Italia (bandiera) | P     | Nino Almasio      |
|    | Italia (bandiera) | D     | Luigi Azzimonti   |
|    | Italia (bandiera) | C     | Mario Baldin      |
|    | Italia (bandiera) | P     | Alberto Berbenni  |
|    | Italia (bandiera) | P     | Giovanni Borroni  |
|    | Italia (bandiera) | C     | Virgilio Chiari   |
|    | Italia (bandiera) | D     | Mario Colombo     |
|    | Italia (bandiera) | A     | Lorenzo Colpo     |
|    | Italia (bandiera) | A     | Giovanni Cristina |
|    | Italia (bandiera) | C     | Diames Fallini    |
|    | Italia (bandiera) | C     | Ilio Guidugli     |

| N. |                   | Ruolo | Calciatore          |
| -- | ----------------- | ----- | ------------------- |
|    | Italia (bandiera) | C     | Franco Guidetti     |
|    | Italia (bandiera) | D     | Angelo Lavezzari    |
|    | Italia (bandiera) | A     | Remo Leva           |
|    | Italia (bandiera) | C     | Pierino Luraghi     |
|    | Italia (bandiera) | C     | Mattioni            |
|    | Italia (bandiera) | A     | Angelo Prandoni     |
|    | Italia (bandiera) | A     | Renato Ricci        |
|    | Italia (bandiera) | D     | Carlo Rovellini     |
|    | Italia (bandiera) | P     | Renato Scaioni      |
|    | Italia (bandiera) | C     | Giovanni Todeschini |
|    | Italia (bandiera) | D     | Aventino Zamboni    |

## Risultati

### Serie C (girone C)

#### Girone d'andata
| Arbitro: | Rossi (Milano) |

|                  |           |                  |
| Santambrogio 83’ | Marcatori | 87’ (rig.) Ricci |

| Arbitro: | Matucci (Seregno) |

|  |           |              |
|  | Marcatori | 46’ Lattuada |

| Arbitro: | Cardinali (Milano) |

|                                    |           |                         |
| Garavellini 1’ Fosco 31’, 49’, 77’ | Marcatori | 19’ Rovellini 90’ Ricci |

| Arbitro: | Franzi (Vercelli) |

|                   |           |              |
| Guidagli 24’, 64’ | Marcatori | 11’ Galmuzzi |

| Arbitro: | Buratti (Milano) |

|             |           |                                               |
| Ganelli 50’ | Marcatori | 40’ Cristina 52’ (aut.) Molaschi 74’ Mattioni |

| Arbitro: | Viarengo (Asti) |

|                                                                |           |            |
| Ricci 3’ Cristina 23’ Prandoni II 24’ Ricci 25’, 56’, 76’, 89’ | Marcatori | 51’ Cereda |

| Arbitro: | Pirali (Arona) |

|                           |           |  |
| Agosti 14’, 19’ Galli 40’ | Marcatori |  |

| Arbitro: | Massironi (Milano) |

|                              |           |                                             |
| Ricci 2’ Guidagli 22’ (rig.) | Marcatori | 19’ Molino 35’ Cavigioli 48’ (aut.) Borroni |

| Arbitro: | Mondani (Milano) |

|                              |           |  |
| Toja 4’ Rovellini 85’ (aut.) | Marcatori |  |

| Arbitro: | Rossi (Cremona) |

|                                      |           |                                                       |
| Guidagli 18’ (50), rig’ Cristina 28’ | Marcatori | 4’ Rossi 42’ Ordazzini 76’ Rossetti 87’ Collimedaglia |

| Arbitro: | Mondani (Milano) |

|                            |           |                                       |
| Casartelli 64’ Bianchi 88’ | Marcatori | 22’, 40’ Colpo 76’ (rig.) Prandoni II |

| Arbitro: | Prandi (Torino) |

|                               |           |                            |
| Cristina 43’ Banfi 73’ (aut.) | Marcatori | 14’, 88’ Zappa 23’ Bellani |

| Arbitro: | Pirali (Arona) |

|                                                                |           |                |
| Molina 32’ Torricelli II 38’ Longhi 49’, 51’, 67’ Panagini 60’ | Marcatori | 17’, 74’ Ricci |

| Arbitro: | Massironi (Milano) |

|           |           |                  |
| Ricci 83’ | Marcatori | 48’, 54’ Zorzolo |

| Arbitro: | Codeluppi (Lodi) |

|                                        |           |          |
| Carelli 21’, 35’, 79’ Falconi 84’, 86’ | Marcatori | 67’ Leva |

#### Girone di ritorno
| Arbitro: | Di Pasquale (Varese) |

|                                    |           |           |
| Cristina 9’ Guidagli 43’ Ricci 44’ | Marcatori | 7’ Arosio |

| Arbitro: | Scorzoni (Bologna) |

|                                |           |           |
| Ghirlanda 17’ Chierichetti 75’ | Marcatori | 46’ Ricci |

| Arbitro: | Neri (Vicenza) |

|                           |           |                              |
| Ricci 5’, 60’, 69’ (rig.) | Marcatori | 49’, 58’ Toscano 61’ Bonelli |

| Arbitro: | Calvari (Milano) |

|                        |           |                             |
| Casati 36’ Bonvini 77’ | Marcatori | 35’, 55’ Ricci 41’ Cristina |

| Arbitro: | Porcella |

|           |           |  |
| Ricci 15’ | Marcatori |  |

| Arbitro: | La Gioia |

|               |           |  |
| Lavezzari 48’ | Marcatori |  |

| Arbitro: | Franzi (Vercelli) |

|                  |           |                                                                    |
| Ricci 47’ (rig.) | Marcatori | 51’ (rig.) Goffi 52’ Tagliani 57’ Maggi 61’ Biancardi 83’ Magnaghi |

| Arbitro: | Di Pasquale (Varese) |

|                         |           |           |
| Molina 28’ Andoardi 87’ | Marcatori | 68’ Ricci |

| Legnano 3 maggio 1942 24ª giornata | Legnano | 2 – 0 A Tav. | Galliate | Stadio Comunale |

| Arbitro: | Cicardi (Lecco) |

|  |           |   |
|  | Marcatori | . |

| Arbitro: | Limido (Milano) |

|                        |           |             |
| Cristina 59’ Ricci 67’ | Marcatori | 40’ Marelli |

| Arbitro: | Cicardi (Lecco) |

|                            |           |                    |
| Quadri 65’ Ghislanzoni 68’ | Marcatori | 30’ Leva 32’ Ricci |

| Arbitro: | Bergomi (Milano) |

|                   |           |                           |
| Cristina 13’, 56’ | Marcatori | 18’ Molina 89’ Torricelli |

| Arbitro: | Rossi (Milano) |

|                                                                 |           |  |
| Mascherpa 16’, 56’, 58’, 61’ Maino 44’ Reggiani 47’ Colombi 69’ | Marcatori |  |

| Arbitro: | Benassi |

|                                    |           |              |
| Cristina 54’, 56’ (rig.) Ricci 66’ | Marcatori | 75’ Lombardo |

## Statistiche

### Statistiche di squadra
| Competizione | Punti | Totale | Totale | Totale | Totale | Totale | Totale | DR  |
| Competizione | Punti | G      | V      | N      | P      | Gf     | Gs     | DR  |
| ------------ | ----- | ------ | ------ | ------ | ------ | ------ | ------ | --- |
| Serie C      | 25    | 30     | 10     | 5      | 15     | 51     | 67     | -15 |

### Statistiche dei giocatori
| Giocatore        | Serie C  | Serie C |
| Giocatore        | Presenze | Reti    |
| ---------------- | -------- | ------- |
| N. Almasio       | 4        | 0       |
| l. Azzimonti     | 19       | 0       |
| M. Baldin        | 17       | 0       |
| A. Berbenni      | 13       | 0       |
| Berné            | 1        | 0       |
| Borra            | 1        | 0       |
| G. Borroni       | 7        | 0       |
| V. Chiari        | 11       | 0       |
| Ma. Colombo      | 24       | 0       |
| L. Colpo         | 13       | 2       |
| G. Cristina      | 28       | 10      |
| D. Fallini       | 3        | 0       |
| I. Guidugli      | 24       | 6       |
| F. Guidetti      | 7        | 0       |
| A. Lavezzari     | 1        | 0       |
| R. Leva          | 26       | 2       |
| Lorandi          | 1        | 0       |
| P. Luraghi       | 10       | 0       |
| Mattioni         | 12       | 1       |
| A. Prandoni (II) | 27       | 2       |
| R. Ricci         | 29       | 24      |
| C. Rovellini     | 11       | 1       |
| R. Scaioni       | 5        | 0       |
| G. Todeschini    | 8        | 0       |
| A. Zamboni       | 17       | 0       |